# Кармалюк, Фёдор Филиппович
Кармалюк Фёдор Филиппович (1899, село Авратин Волынской губернии — 22 ноября 1937) — советский военный деятель, комбриг (1935).

## Биография
Родился в 1899 году в селе Авратин Волынской губернии в крестьянской семье. После окончания городского училища в городе Проскуров стал заниматься хлебопашеством в родном селе. В 1917 году переехал в Петроград, где вступил в один из отрядов Красной гвардии.

### Гражданская война
В Красной армии добровольно с 1918 года. С февраля 1918 года служил рядовым в 1-м Петроградском отряде, а с июня по декабрь 1918 — рядовым в штабе 3-й бригады 9-й стрелковой дивизии. С декабря 1918-го по март 1919 года занимал должность сотрудника контрразведки 9-й стрелковой дивизии. С марта 1919 года — командир взвода 66-го кавалерийского полка. С июня 1919 по февраль 1920 командовал эскадроном того же полка. В феврале 1920 зачислен слушателем в школу политсостава РВС 1-й Конной армии, дислоцирующуюся в городе Таганрог. Данную школу окончил в 1922 году. В боях был контужен.

### Советский период
В ноябре 1922 года назначен командиром взвода 4-го кавалерийского полка 2-й отдельной Туркестанской кавалерийской бригады. С марта 1923 по май 1924 командовал взводом школы подготовки младшего состава 2-й отдельной Туркестанской кавалерийской бригады. С мая 1924 года — командир эскадрона 6-го кавалерийского полка той же бригады. В составе бригады участвовал в боях с басмачами в Ферганской долине, за что был награждён орденом Красного Знамени. С 1925 по 1928 являлся слушателем основного факультета Военной академии имени М. В. Фрунзе. По окончании академии в июле 1928 года назначен начальником штаба 7-го Черниговского кавалерийского полка. С июля 1929 по октябрь того же года — начальник штаба 2-го запасного кавалерийского полка. С октября 1929 по октябрь 1931 — преподаватель тактики Кавалерийских курсов усовершенствования командного состава РККА. С 1931 года — в военной авиации. В ноябре 1931 назначен помощником командира 19-й авиабригады. В 1932 году окончил Курсы усовершенствования начсостава ВВС при Военно-воздушной академии имени проф. Н. Е. Жуковского и был удостоен звания «летчик-наблюдатель». С мая по октябрь 1933 командовал авиабригадой в той же академии. С октября 1933 — начальник ВВС Забайкальской группы войск Особой Краснознамённой Дальневосточной Армии. С июля 1934 по июнь 1936 последовательно командовал 214-й и 52-й легкобомбардировочными авиабригадами, дислоцирующимися в Белорусском военном округе. С июля 1936 по июнь 1937 — командир и военный комиссар 47-й десантной авиабригады особого назначения. С июня по 8 августа 1937 находился в распоряжении Управления по начсоставу РККА.

## Закат карьеры и гибель
Арестован 8 августа 1937 г. Обвинялся в военно-террористической организации, в которую был завербован Иеронимом Уборевичем, а также во вредительстве в 47-й десантной авиабригаде. 22 ноября 1937 г. Военной коллегией Верховного суда СССР был приговорен к расстрелу по обвинению в участии в военном заговоре. Приговор приведен в исполнение в тот же день. Реабилитирован Военной коллегией Верховного суда СССР 19 августа 1957 года.
Имя Ф. Ф. Кармалюка носит одна из улиц города Гродно.

## Награды
- Орден Красного Знамени (1924)